# Војислав Топаловић
Војислав Топаловић (7. октобар 1942 — 14. март 2018) био је српски политичар. Топаловић је био председник  (1991—1998) општине Рудо. У мају 1996. године одликован је Орденом Његоша (1. реда) за допринос у стварању Републике Српске .

## Биографија
Топаловић је рођен у месту Рудо. Након завршетка студија на Филозофском факултету Универзитета у Сарајеву, вратио се у свој родни град и радио је као просвјетни радник. Потом је радио као саветник у Председништву Социјалистичке Републике Босне и Херцеговине.
Почетком југословенских ратова, за председника Рудог именовао га је Радован Караџић, а учланио се  и у Српску демократску странку. Општина Рудо је 1992. године продала бронзани кип Јосипа Броза Тита за 4000 немачких марака, јер није могла да плаћа своје раднике због хиперинфлације у СР Југославији, што је изазвало контраверзу.
У лето 1997. године Караџић га је именовао за министра вјера Републике Српске . На тој функцији је остао до јануара 1998. године, до почетка власти Милорада Додика. Потом је постао председник Српског културно-просветног друштва „Просвјета“.
7. маја 2009. године (дан након Војиславове крсне славе Ђурђевдан), око 30 војника из састава мировних снага Европске уније у Босни и Херцеговини извршило је претрес у Војиславовом дому у Рудом, по налогу Међународног кривичног суда за бившу Југославију. Снаге ЕУФОР-а заплијениле су 2 комада оружја без дозволе, укључујући Шкорпион, компјутер, мобилне телефоне и књиге. Локална самоуправа и полиција су касније саопштили да нису претходно обавештени о томе.
Преминуо 14. марта 2018. године у Фочи. Сахрањен је 15. марта у Рудом.